# Dieter Pawlack
Dieter Pawlack (* 24. Dezember 1946 in Senftenberg) ist ein ehemaliger deutscher Fußballspieler. Während seiner Karriere spielte Pawlack unter anderem für die ASG Vorwärts Cottbus und die BSG Lokomotive Cottbus in der zweitklassigen DDR-Liga.

## Karriere
Der in Senftenberg geborene Pawlack erlernte das Fußballspielen beim örtlichen SC Aktivist Brieske-Senftenberg. Nach der Auflösung des Vereins im Jahr 1963 ging Pawlack zum Nachfolgeverein SC Cottbus. Dort wurde er mit der Mannschaft im Jahr 1964 Junioren-Bezirksmeister des Bezirks Cottbus und belegte in der Endrunde um die DDR-Meisterschaft den dritten Platz. In der Folgesaison kam Pawlack erstmals für die Herrenmannschaft des SC Cottbus in der Bezirksliga Cottbus zum Einsatz. In den ersten zwei Spielzeiten absolvierte er 31 Einsätze für Cottbus in der Junioren-Bezirksliga, bei denen er jedoch kein Tor erzielte. 1966 wurde die Fußballabteilung des SC Cottbus in die BSG Energie Cottbus umgewandelt. In der Saison 1966/67 kam Pawlack auf 24 Einsätze in der Bezirksliga. Der Abwehrspieler blieb anschließend noch bis 1969 im Verein, für die Herrenmannschaft von Energie Cottbus kam er jedoch nie zum Einsatz.
Vor der Spielzeit 1969/70 der DDR-Liga wechselte Pawlack zum Ligakonkurrenten ASG Vorwärts Cottbus, wo er in 15 Spielen zum Einsatz kam und zwei Tore erzielte. Die folgende Spielzeit war Pawlacks leistungstechnisch beste Spielzeit mit sechs Treffern in 25 Spielen, am Saisonende wurde er mit der Armeesportgemeinschaft Tabellenelfter. Nach der Aufteilung der DDR-Liga ab der Spielzeit 1971/72 spielte Pawlack mit der ASG in der Staffel B. In den folgenden drei Saisons kam Dieter Pawlack noch auf 57 Einsätze mit drei Torerfolgen. Am Ende der Saison 1973/74 war die ASG Vorwärts Cottbus auf dem zehnten Tabellenplatz sportlich abgestiegen, anschließend wurde der Verein aufgelöst und Pawlack wechselte zur BSG Lokomotive Cottbus, die gerade in die DDR-Liga aufgestiegen war. Bereits nach einer Spielzeit stieg Pawlack mit Lokomotive Cottbus in die drittklassige Bezirksliga Cottbus ab. Nach sieben Jahren Bezirksliga stieg Pawlack mit Lok Cottbus im Jahr 1982 wieder in die DDR-Liga auf. Nach dem erneuten Wiederabstieg verpasste Pawlack mit Lok Cottbus den Aufstieg in die DDR-Liga nur knapp, punktgleich mit dem Tabellenersten TSG Elsterwerda. Ab 1990 spielte Pawlack für Lokomotive Cottbus in der Brandenburg-Liga. 1996 beendete er bei dem Verein, der inzwischen in ESV Lok Cottbus umbenannt wurde, seine Karriere.

## Erfolge
- Junioren-Bezirksmeister Bezirk Cottbus: 1964